# Lamenia nitobei
Lamenia nitobei är en insektsart som beskrevs av Matsumura 1914. Lamenia nitobei ingår i släktet Lamenia och familjen Derbidae. Inga underarter finns listade i Catalogue of Life.